# II Съезд народных депутатов СССР
II Съезд народных депутатов СССР состоялся 12 — 24 декабря 1989 года.
На нём радикальное меньшинство, которое после смерти Сахарова на время Съезда возглавил Ельцин, требовало отмены статьи 6 Конституции СССР, в которой указывалось, что «КПСС является руководящей и направляющей силой» в государстве. В свою очередь консервативное большинство указывало на дестабилизирующие дезинтеграционные процессы в СССР и, следовательно, на необходимость усиления полномочий центра (группа «Союз»).

### Съезды народных депутатов СССР
- I Съезд: 25 мая — 9 июня 1989
- II Съезд: 12 — 24 декабря 1989
- III Съезд: 12 — 15 марта 1990
- IV Съезд: 17 — 26 декабря 1990
- V Съезд: 2 — 5 сентября 1991